# Renton (Washington)
Pour les articles homonymes, voir Renton.
Renton est une ville américaine située dans le comté de King dans l'État de Washington, sur la rive sud-est du lac Washington, à l’embouchure de la Cedar River. La population de la ville était en 2010 de 90 927 habitants. La ville fait partie de la banlieue de Seattle.

## Activités

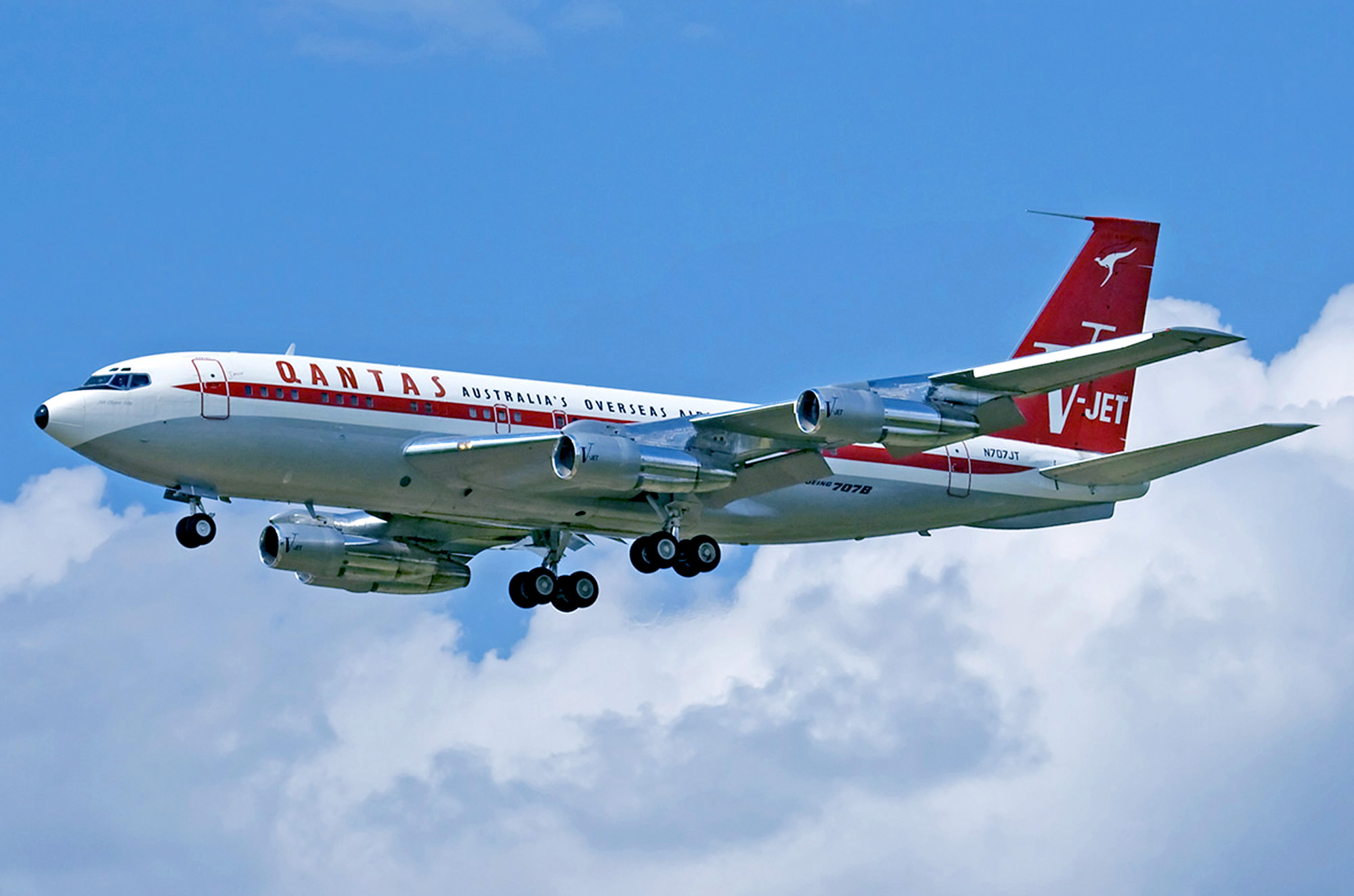
Le Boeing 707, premier avion de ligne à réaction de Boeing a été construit à Renton.

La ville a été incorporée à Seattle en 1901 à une époque où l'industrie minière (charbon) et l'industrie du bois étaient prépondérantes. La population de la ville a fortement augmenté pendant la Seconde Guerre mondiale quand Boeing a construit une usine pour fabriquer ses avions Boeing B-29 Superfortress. Cette usine qui produit toujours des avions est toujours l'employeur principal de la ville.
Les éditeurs de jeux Wizards of the Coast et R. Talsorian Games sont basés à Renton.

## Personnalités liées à la ville

### Écrivains
- Ann Rule, écrivaine, a vécu à Renton.

### Musiciens
- Jimi Hendrix, guitariste, est enterré au cimetière de Greenwood[2].
- Sean Kinney, batteur d'Alice In Chains, a grandi à Renton.
- David Wayne, ancien chanteur de Metal Church, est né à Renton.
- Dave "Day" Havlicek, guitariste, banjoïste et chanteur des Torquays, puis de The Monks, est originaire de Renton.

### Acteurs
- Ryan Malgarini, acteur jouant le rôle de Tom, le fils de Jay Mohr, dans La Nouvelle Vie de Gary (Gary Unmarried).
- Jacob Young, acteur jouant le rôle de JR Chandler dans La Force du destin (All My Children).

### Sportifs
- Jamal Crawford, joueur des Clippers de Los Angeles (2015/16), possède une maison à Renton et y réside entre les saisons[3].
- Tim Lincecum, lanceur des San Francisco Giants, a grandi à Renton.
- David Riske, joueur des Milwaukee Brewers en 2009/10.
- Brandon Roy, ancien joueur des Portland Trail Blazers, habite à Renton[4].
- Zach LaVine, joueur des Bulls de Chicago, est né à Renton.

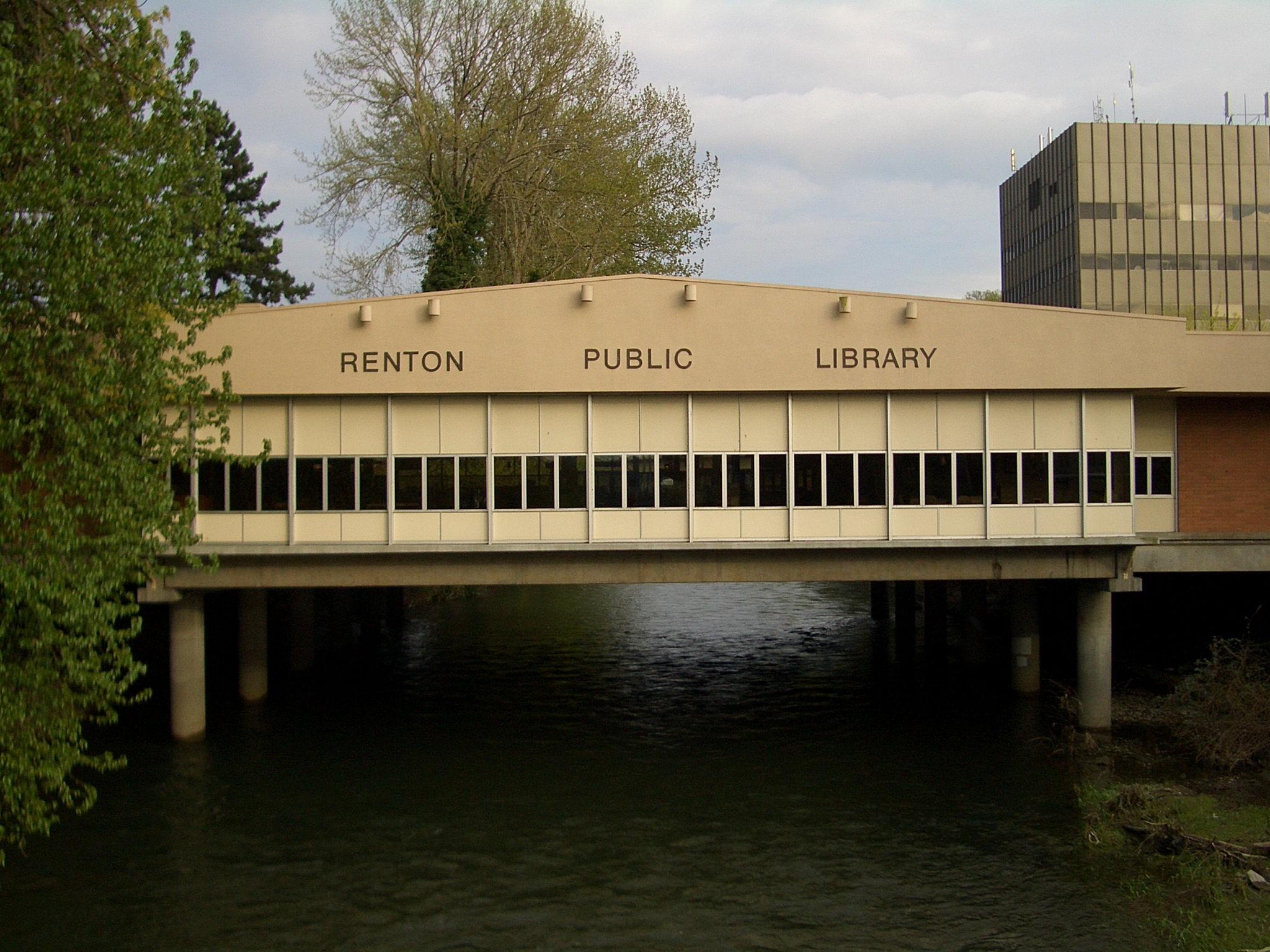
La bibliothèque publique de Renton traverse le fleuve Cedar.

## Jumelages
- Nishiwaki (Japon)
- Cuautla (en) (Mexique)